# Міхеїл Чубінідзе
Міхеї́л (Миха́йло) Дми́трович Чубіні́дзе (груз. მიხეილ ჩუბინიძე, *28 лютого 1910, Тбілісі — † березень 2006, Тбілісі) — грузинський театральний та кіноактор, режисер.

## Біографія
Народився 28 лютого 1910 року в Тбілісі.
Протягом 1930–1936 років працював в Чіатурському, потім в Горійському та Потійському театрах.
З 1940-х років — актор в Сухумському театрі.
Грав різноманітні ролі від гостро характерних до трагедійних, створював гострі за формою сценічні образи. Ставив спектаклі. Знімався в кіно.
Помер в березні 2006 року в Тбілісі.

## Звання та нагороди
- Народний артист Грузинської РСР (1958).
- Народний артист СРСР (1982).

## Театральні роботи
- «Отелло» Шекспіра — Отелло
- «Цар Іраклій» Готуа — цар Іраклій
- «Ревізор» М. В. Гоголя — городничий
- «Хевіс-бери Гоча» О. Казбегі — Хевіс-бері Гоча
- «Безприданниця» О. М. Островського — Кнуров
- «Остання жертва» О. М. Островського — Прибитков
- «Фландрія» Сарду — граф де Різоор
- «Хазяйка готелю» Карло Гольдоні — кавалер Ріпафратта
- «Міщани» М. Горького — Тетерєв
- «Апракуне Чімчімелі» Вакелі — Апракуне Чімчімелі
- «Лазня» Маяковського — Победоносіков
- «Лисиця і виноград» Фігейреду — Езоп
- «Цар Едіп» Софокла — цар Едіп

## Роботи в кіно
1. 1954: «Золоті яблука» / Золотые яблоки — Темриз
2. 1962: «Чорна чайка» / Черная чайка — епізод
3. 1965: «Нагорода» (груз. ჯილდო) — батько
4. 1965: «Сторінки минулого» (кіноальманах) / Страницы прошлого
5. 1965: «Миха» (груз. მიხა) — Петре
6. 1972: «Старі зурначі» / ბებერი მეზურნეები — епізод
7. 1980: «Огарьова, 6» / Огарёва, 6 — епізод